# Саркофаг

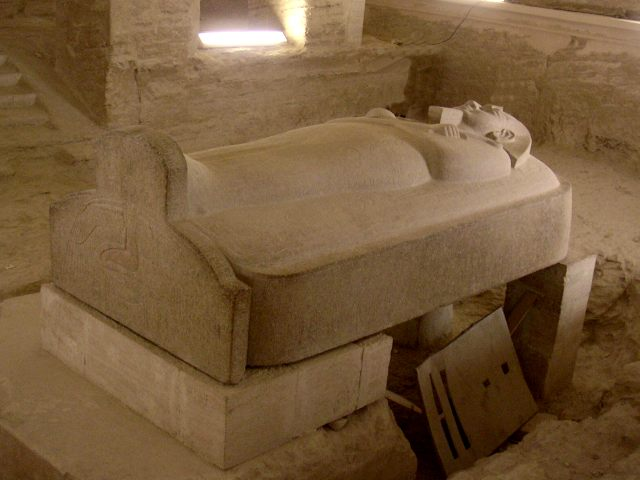
Саркофаг фараона Мернептаха

Саркофа́г (дав.-гр. σαρκοφάγος, дос. «той, що пожирає м'ясо»; первісно — назва породи вапняку) — труна, невелика гробниця.

## Загальний опис
Саркофаги поширені вже в Давньому Єгипті, античній Греції і Римі, саркофаги часто виготовлялися з цінних матеріалів (дорогих порід дерева або дорогоцінних металів, наприклад, знаменитий золотий саркофаг Тутанхамона) або каменя (наприклад, саркофаг з чорного граніту вагою 25 — 30 тонн був виявлений в Олександрії) і прикрашалися розписом, скульптурою, написами. Поміщалися в похованнях, храмах. Написи на староєгипетських саркофагах містять ім'я померлого, а також заклинання і молитви звернені до богів і покликаний охороняти і захистити тіло померлого від всякого зла. Староєгипетські саркофаги робили з дерева і покривали мідними позолоченими або золотими листами.
Також саркофагом названий об'єкт «Укриття», зведений для ізоляції 4-го енергоблока Чорнобильської АЕС після його вибуху в квітні 1986 р.